# Listă de monumente din județul Neamț
- Monumentul Eroilor din Târgu Neamț
- Podul medieval din Turturești
- Turnul lui Ștefan, în Piatra Neamț -
- Hanul Șerbești, localitatea Ștefan cel Mare -